# Pont del Mil·lenari de Catalunya
El Pont del Mil·lenari de Catalunya és un pont de Tortosa que forma part de l'Inventari del Patrimoni Arquitectònic de Catalunya.
Construcció moderna que creua el riu Ebre a l'alçada del final de l'Eixample del Temple. La plaça del Bimil·lenari, al marge esquerre del riu, marca la separació entre el que es considerava pròpiament Tortosa i la zona coneguda actualment com a "grup del Temple". Inaugurat l'any 1988, any de commemoració del mil·lenari del naixement polític de Catalunya, tenia la missió de descongestionar el trànsit de vehicles que creuaven la ciutat innecessàriament. La construcció és de formigó i de gran bigues de ferro de 50m. de llargària. No obstant, el pont el sostenen grans pilars atalussats a banda i banda del riu. En els extrems són també dos amples murs els que el sostenen i marquen el desnivell entre el terra i l'alçada del mateix.
És obra dels enginyers José Antonio Fernández Ordóñez i Julio Martínez Calzón.